# Bor (wieś w obwodzie kirowskim)
Bor (ros. Бор) – wieś (dieriewnia) w Rosji, w obwodzie kirowskim, w rejonie afanasjewskim. W 2010 liczyła 26 mieszkańców.